# الکساندرا فدوریوا
الکساندرا فدوریوا (روسی: Александра Андреевна Федорива؛ زادهٔ ۱۳ سپتامبر ۱۹۸۸) دونده زن اهل روسیه است.
وی همچنین برندهٔ جوایزی همچون نشان دوستی شده‌است.